# Scintigraphie pulmonaire

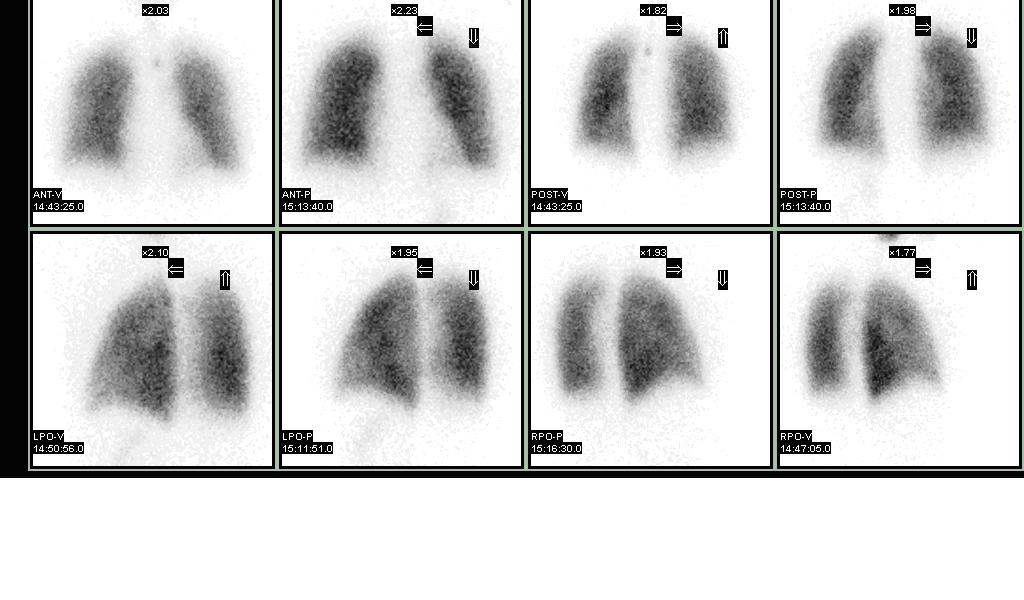
Scintigraphie pulmonaire (poumons normaux).

La scintigraphie pulmonaire est une méthode d'exploration isotopique actuellement[Quand ?] très utilisée. Elle consiste à explorer la circulation pulmonaire et la ventilation pulmonaire.
Cet examen ne nécessite pas d'être à jeun. Il représente une irradiation si faible qu'il peut même être réalisé, moyennant quelques aménagements techniques, chez les femmes enceintes. Il n'utilise pas de produits de contrastes iodés et peut donc être réalisé sans difficultés chez les patients diabétiques, allergiques, ou insuffisants rénaux. 
On distingue deux techniques :
- la scintigraphie pulmonaire de ventilation se fait par inhalation d'un radiopharmaceutique (Xénon 133, aérosol de 99mTc-carbone, Krypton 81m) au malade ;
- la scintigraphie pulmonaire de perfusion se fait par injection d'un radiopharmaceutique (99mTc-macroagrégats d'albumine) par voie intraveineuse au malade.

En général, un examen de la ventilation est réalisé avant l'examen de la perfusion. Le diagnostic d'embolie pulmonaire se fait par comparaison de l'examen de perfusion et de ventilation. Une zone non perfusée, mais ventilée normalement correspond à une embolie pulmonaire. L'embole, n'est pas visualisé directement par cette technique.
Indications :
- La principale indication de cet examen est la recherche d'embolies pulmonaires aiguës, c'est-à-dire une obstruction d'une artère ou d'une branche de l'artère pulmonaire par un embole.
- Recherche de maladie thrombo-embolique chronique, c'est-à-dire des embolies pulmonaires à répétition
- Bilan préopératoire. Permet d'évaluer la fonction relative d'un lobe pulmonaire avant une éventuelle opération.